# チェスター・B・ボウルス
チェスター・ブリス・ボウルス（Chester Bliss Bowles, 1901年4月5日 – 1986年5月25日）は、アメリカ合衆国の政治家、外交官である。第3代および第8代アメリカ合衆国駐インド大使、第22代アメリカ合衆国国務次官、第78代コネティカット州知事を歴任した。大手広告代理店『Benton & Bowles』の共同設立者でもある。ボウルスは、冷戦時代のアメリカの外交政策に影響を及ぼした人物である。彼は、第三世界に対する経済支援こそが、共産主義に立ち向かうにあたっての最良の手段であり、争いの無い世界秩序をもたらすためにも重要である、と主張した。第二次世界大戦中は価格管理局(The Office of Price Administration)の局長を務め、消費者物価の設定を管理する任務に就いた。戦後は経済安定局(The Office of Economic Stabilization)の局長を務めたが、物価の暴騰の制御に四苦八苦していた。コネティカット州知事選挙に立候補し、1949年から1951年までこれを務めた。彼は教育や住宅計画において、自由主義的な政策を推進したが、再選は叶わなかった。1951年から1953年まで、および1963年から1969年にかけて、アメリカ合衆国駐インド大使を務め、インドの首相で非同盟運動の新興指導者、ジャワハルラール・ネルーと良好な関係を築いた。ボウルスはインド経済の急速な工業化を推進し、そのための経済支援をワシントンに繰り返し求めたが、アメリカ連邦政府はインドの中立性に対して怒りを見せ、経済支援については、識字率の向上と保健事業のみに限定した。1953年から1960年にかけてのドワイト・D・アイゼンハワー政権の時代、ボウルスは民主党員としてアドレイ・スティーブンソン(Adlai Stevenson)とジョン・F・ケネディ(John F. Kennedy)の外交政策顧問を務めた。その後、1961年にアメリカ合衆国国務次官に就任し、アメリカ大使館には自由主義者の知識人や活動家を人材として配置した。しかし、ボウルスの自由主義的な政策はケネディの目には過激なものに映り、ボウルスは1961年に第三世界の巡回大使に任命されたが、これは名目的な仕事であり、降格であった。ケネディはボウルスを再び駐インド大使に任命し、ボウルスは農業生産性の向上と現地における飢饉の根絶に尽力した。自身が駐インド大使を務めていた1967年3月、ソ連の政治家、ヨシフ・スターリン(Иосиф Сталин)の娘、スヴェトラーナ・アリルーイェヴァ(Светлана Аллилуева)がニューデリーのアメリカ大使館を訪れた際、彼女の政治亡命を手伝ったことでも知られている。
1986年5月25日、コネティカット州エセックスにて亡くなった。

## 生い立ちと教育
1901年、マサチューセッツ州スプリングフィールドにて、父、チャールズ・アレン・ボウルス(Charles Allen Bowles)と、母・ネリーの間に生まれた。祖父、サミュエル・ボウルス三世はジャーナリストであり、スプリングフィールドに拠点を置く日刊新聞『The Springfield Republican』の編集者であり、アメリカ共和党においては有数の広報担当者でもあった。一家は中流階級であり、父・チャールズは木材パルプ産業に従事していた。チェスターの両親はいずれも保守的な共和党員であり、「大きな政府」政策を嫌悪し、恐れていた。しかし、息子のチェスターの政治的見解に影響を及ぼしたのは、彼の叔母であるルース・スタンディッシュ・ボールドウィン(Ruth Standish Baldwin)であった。彼女は黒人の公民権運動の初期の指導者で長老派教会の牧師、ノーマン・トマスの友人の一人でもあった。ルースはチェスターに対し、政治、公民権、国際情勢について徹底的に学ぶよう働きかけた。チェスターはコネティカット州ウォリングフォード(Wallingford, Connecticut)にあるチョート・スクール(The Choate School)に通い、1919年に卒業した。彼はイェール大学に合格し、同大学付属のシェフィールド科学学校(Sheffield Scientific School)の学生となった。1924年に大学を卒業し、理学士号を取得した。チェスターはのちに自身の大学時代について思い起こし、「過労、混乱、機会逸失の時代だった....大学の内外を問わず、何かについて熟慮する行為については、『田舎臭い』と見做されていた」と述懐している。
イェール大学の学生であったころから、チェスターは「外交官になりたい」と考えていた。父・チャールズは、国際連盟(The League of Nations)の設立に反対していたが、息子・チェスターは父のこの姿勢に対して異議を唱えたことがある。大学卒業後、チェスターは家族が経営するマサチューセッツ州スプリングフィールドの新聞社で記者として働いたのち、上海にあるアメリカ領事館で働いていたが、父親が病気を患ったことでアメリカに帰国した。

## 広告業界での仕事
ボウルスは、ニューヨーク市に拠点を置く広告代理店『The Batten Company』で広告案内・宣伝文句を作成する仕事に就いた。給料は週につき25ドルであった。この会社は1891年に誕生し、1928年に『BBDO』となった。1929年、ボウルスは同僚の一人、ウィリアム・ベントンとともに、広告代理店『Benton & Bowles』を設立した。二人が立ち上げた会社は、世界大恐慌の厳しい状況下にあっても、1930年代半ばまでに数百万ドル規模の企業に成長した。『Benton & Bowles』は、無線放送にて音声のみの通俗演劇を制作した。これは顧客の製品を宣伝するためであり、1936年までに、人気のあった4つの無線番組のうちの3つを担当した。彼らの事業の成功は、無線放送の需要の上昇も関係していた。1936年、ボウルスは同社の取締役会長に就任した。1941年までに、『Benton & Bowles』は年間で25万ドル以上の利益を得た、と伝えられている。ボウルスは自社の株式を売却したことで利益を得た。
1941年までに100万ドルを稼いだのち、仕事を辞めた。
のちに書き残した自伝『Promises to Keep』（『約束の保持』）の中で、ボウルスはこの仕事はあまり楽しくなかった趣旨を語っている。
正直に申し上げておくと、大学を卒業してすぐに公務員になっていれば、より充実する形で、より能力を発揮できただろう、と思う。その一方で、最初の頃に味わった苦心惨憺のおかげで、私は家族とともに、大いなる主体性を確保する資本準備金を用意できたことを実感している。旅行に行き、本を執筆し、自分の意見を述べることができた。さまざまな課題や試練が発生するにつれて、別の職務に移行することになった。
世界大恐慌の中、フランクリン・デラノ・ルーズヴェルト(Franklin Delano Roosevelt)が実施した失業対策『The New Deal Program』をボウルスは支持し、ウィリアム・ベントンとともに広告代理店での仕事を続けつつ、エレノア・ルーズヴェルト(Eleanor Roosevelt)と緊密に連携して政策構想に取り組んだ。

## 第二次世界大戦
当初のボウルスは、アメリカが第二次世界大戦に参戦することに強く反対し、『アメリカ第一主義委員会』に参加した。これはアメリカにおける孤立主義(Isolationism)を支持する圧力団体であり、「イギリスがナチス・ドイツとの戦争に敗れたとしても、アメリカの国家安全保障が損なわれる心配は無い」「イギリスに軍事支援を行えば、アメリカは戦争に引きずり込まれることになる」と主張していた。彼らはルーズヴェルトが推進した武器貸与法(The Lend-lease Act)にも熱心に反対していた。1941年12月、アメリカが第二次世界大戦への参戦を決定すると、ボウルスはアメリカ海軍に入隊しようとしたが、耳の怪我を理由に入隊を拒否された。1942年、ボウルスはコネティカット州の配給管理官に就任し、同年後半には州の価格管理局長に就任し、その後は総局長に就任した。1943年、ボウルスはルーズヴェルトから価格管理局（合衆国連邦政府機関である緊急事態管理局内に設立された部門。1941年8月28日に設立された）の局長に任命され、1946年までこれを務めた。ボウルスは物価の暴騰を抑制し、貧困家庭が生活必需品を購入できないほどの困窮に陥らないよう、消費財の配給と価格の設定において主要な役割を果たした。ボウルスはまた、1943年から1946年にかけて、戦争生産委員会と戦争石油委員会の委員も務めた。

## 政治家・外交官として
1946年、ボウルスは経済安定局の局長に任命され、ハリー・S・トルーマン(Harry S. Truman)政権下における経済安定委員会(The Economic Stabilization Board)の委員長に就任した。この年、コネティカット州知事選挙にて、民主党の指名獲得を目指して立候補したが、落選に終わった。さらにこの年、連合国経済科学文化機関『UNESCO』第一回協議会がパリで開催されると、ボウルスはアメリカ代表としてこれに参加した。1947年から1948年にかけて、連合国事務総長のトリグヴ・リー(Trygve Lie)の特別補佐官を務めた。
ボウルスは、1946年3月4日号のタイム誌(The Time Magazine)の表紙を飾っている。
1949年、ジェイムス・C・シャノンを2225票差で破り、コネティカット州知事に当選し、1949年から1951年までこれを務めた。その間に州兵軍事組織で蔓延していた人種差別を撤廃する法案に署名し、教育政策、精神衛生政策、住宅政策、労働者災害補償の改善にも意欲的に取り組んだ。任期を終えたのち、再選を目指すも、ジョン・デイヴィス・ラージに惨敗した。ボウルスは対立候補から「行き過ぎた自由主義者」と評された。ハリー・S・トルーマンは、ボウルスを駐インドおよび駐ネパールのアメリカ大使に任命し、1951年から1953年までこれを務めた。ボウルスは、インドの首相で非同盟運動(Non-Aligned Movement)の指導者、ジャワハルラール・ネルーと良好な関係を築いたが、ネルーはアメリカのことを信用していなかった。ボウルスはネルーのことを高く評価していたが、これは国務省との軋轢に繋がった。ドワイト・D・アイゼンハワー(Dwight D. Eisenhower)の時代のボウルスは、アメリカ民主党を代表する自由主義の立場の知識人として、外交政策についての多くの論文を書き、演説を行い、アドレイ・スティーブンソン(Adlai Stevenson)やジョン・F・ケネディ(John F. Kennedy)に対して助言を与えている。
1959年、現職の共和党議員に対抗する形で下院議員に立候補するよう説得されたボウルスは、コネティカット州第二地区から立候補し、53.3％の得票率を得て当選し、1959年1月3日から1961年1月3日まで務めた。

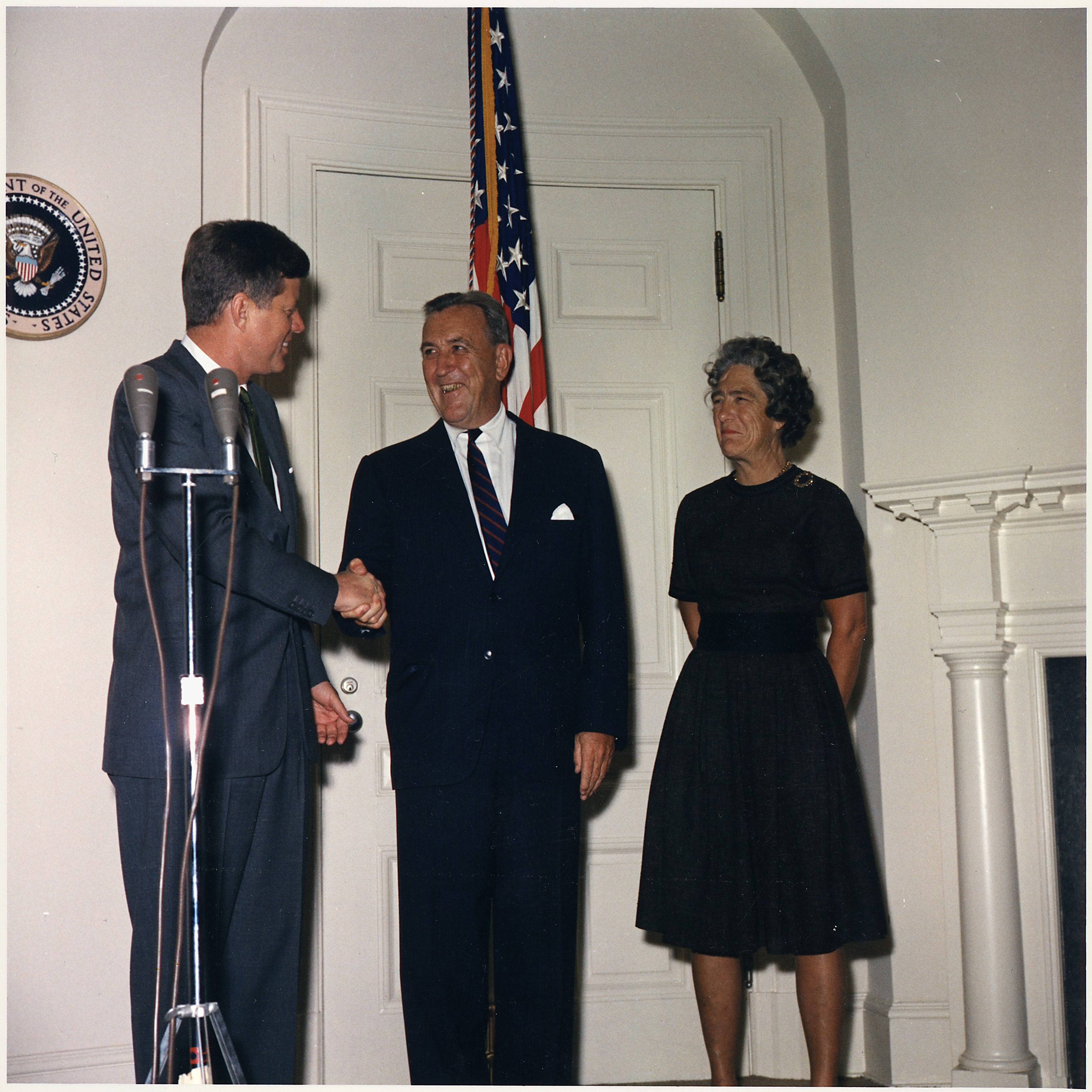
ジョン・F・ケネディ（左）と（1961年12月）

合衆国大統領選挙のさなかの1960年、ボウルスはケネディの外交政策顧問に選定された。この年、ロス・アンジェレスで開催された民主党全国大会(The Democratic National Convention)にて、ボウルスは綱領委員会の委員長を務めた。1961年、ケネディはボウルスをアメリカ合衆国国務次官(The Under Secretary of State)に任命し、さらには外交政策顧問に任命した。この年の11月、ボウルスは「国務省の行政官として重要な任務を遂行できなかった」との理由で解任されたが、ジョン・ケネス・ガルブレイス(John Kenneth Galbraith)によれば、これは「彼の勇気と道義心ゆえ」に、ピグス湾への侵攻（1961年4月、キューバのフィデル・カストロ政権を打倒する目的で行われた軍事侵攻。アメリカ側の失敗に終わり、キューバがソ連に接近する遠因になった）に反対したからだ、という。ボウルスの解任は官僚機構の改造の一環として行われ、「Thanksgiving Day Massacre」（「感謝祭における悲劇」）と呼ばれている。
ボウルスは、ケネディによるピグス湾への軍事侵攻について、自身の日記の中で「今回のキューバ侵攻の大失策は、ケネディのような優秀で善意に溢れる人物であっても、基本的な道徳の基準点が欠落していると、いかにして道を踏み外してしまうのか、を示している」と、ケネディに対する幻滅の言葉を書き残している。
1961年12月初旬、ボウルスの後任としてジョージ・W・ボールが次官に就任した。1961年12月、ボウルスはアフリカ、アジア、ラテンアメリカ諸国の問題に関する特別代表兼顧問、ならびに第三世界の巡回大使に任命された。表向きは昇進であったが、当時の関係者や後年の歴史家からは、「降格である」と認識されている。1963年7月19日、ボウルスはアメリカ合衆国駐インド大使に任命された。彼はケネディの残りの任期およびリンドン・B・ジョンソン(Lyndon B. Johnson)政権の期間中、これを務めた。ボウルスは、「アメリカとインドは基本的な民主主義的価値観を共有している」と強く信じており、両国の関係強化を熱心に主張した。ボウルスはジャワハルラール・ネルーと良好な関係を築いたが、ボウルスの政策は「アメリカの国益を損なった」と批判されたこともあった。カシミール紛争においては、ボウルスはインドに味方した。
1969年4月21日、ボウルスはインド大使の任務を終えた。

## 政治的関与
ボウルスは、「曽祖父と祖父から『国民の気持ちに寄り添う姿勢』を受け継いだ」「この気持ちこそが、第二次世界大戦中とその後の消費者物価を抑制し、物価の暴騰を防ぐという自身の任務に集中するきっかけになった」と語っている。
ボウルスにとって、公民権は重要な要素を占めていた。彼はアメリカ在住の黒人や少数民族の独立、自由、平等を促進する変化を促進するためにさまざまな手段を用い、公民権に影響を与える啓蒙的な司法判断を擁護する法律の改正を支持した。1958年に出版した『What Negroes Can Learn from Gandhi』（『黒人はガンディーから何を学べるか』）を含め、公民権や変化と改善に向けての扇動を促進する記事や本を執筆した。彼は、連邦政府の政策や民間の慈善活動を支援することにより、これらの権利を推進しようとした。

## スヴェトラーナ・アリルーイェヴァの政治亡命

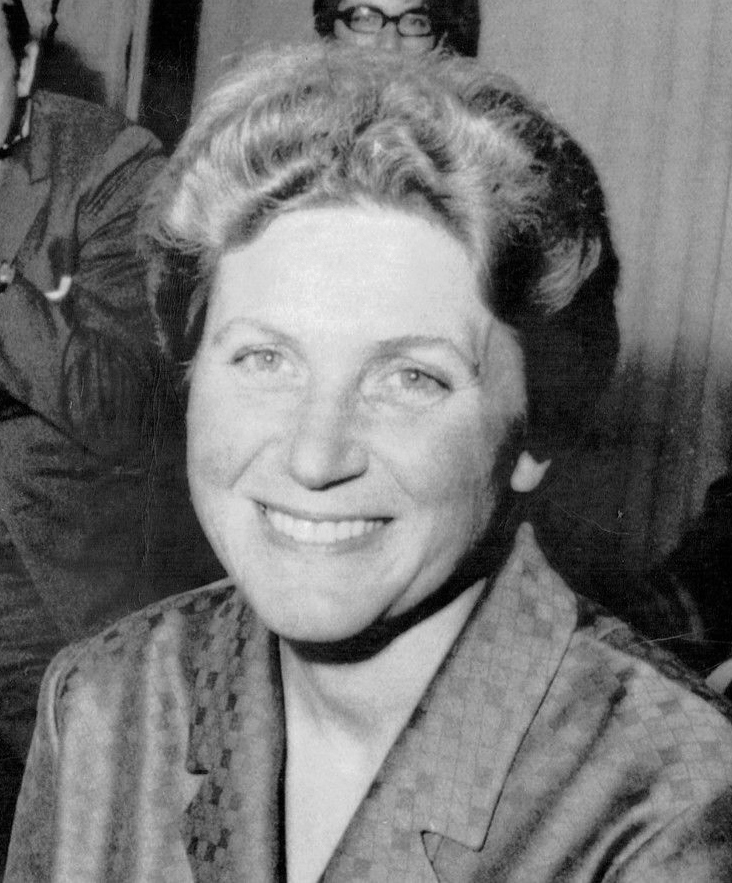
スターリンの娘、スヴェトラーナ・アリルーイェヴァ（1967年4月）

1967年3月9日、ソ連の政治家、ヨシフ・スターリン(Иосиф Сталин)の娘、スヴェトラーナ・アリルーイェヴァ(Светлана Аллилуева)がニューデリーにあるアメリカ大使館を訪問し、亡命したい趣旨を書類に記述した。この時の詳細について、当時、アメリカ大使を務めていたボウルスは以下のように語っている。
インド時間の午後9時、ワシントンでは午前11時。私はこう言いました。「ここに、スターリンの娘を名乗る人物がおります。我々は、間違いなく彼女はスターリンの娘本人である、と確信しております。そちらが反対の指令を出さない限り、私は彼女を午前一時のローマ行きの航空便に乗せることに致します。私は彼女の合衆国への入国を保証しているわけではありません。私にできるのは、彼女がインドを離れ、アメリカか、世界のどこか、安心して暮らせる場所へ向かうのを見届けることだけでございます。もしもこれを許可できないのなら、深夜までに伝令をお願い致します」…ワシントンからの指令は来なかった。大使だけが持つ特権の一つで、誰にも反対されることなく、異例のことができるのです。私は、アメリカ国務省外交局の職員ならば、まずしないであろうことをやってみました。私は、彼女にこう尋ねたのです。「第一に、本当に祖国を離れたいのですか？あなたは祖国に子供を残しているし、重大な影響を及ぼす一歩となるでしょう。熟慮を重ねたうえでの行動なのでしょうか？やろうと思えば、あなたは今すぐにソ連大使館に戻り（彼女はソ連大使館内にある寝室にいた）、早く寝て、このことを忘れて、翌朝に目覚めたら、予定通りモスクワに帰れるのですよ？」…すると、彼女はすばやく反応し、以下のように述べました。「それがあなたの決定であるなら、私は今夜中にここで記者会見を開き、こう発表します。『民主主義国家であるインドは、私を受け入れようとしない（門前払いされた）』『民主主義国家であるアメリカが、私を受け入れようとしない』…まぁ、彼女にはそのようなことをする必要は無かったのですがね。私としてはただ、彼女のこの行動が、熟慮したうえでのものなのかどうか、確認したかっただけなのです。とにかく、この件に関しては、彼女はとても迅速でした」
ボウルスの補佐官が「午前一時にカンタス航空の航空機が出発する」趣旨を述べると、ボウルスはその航空機にスヴェトラーナを搭乗させるよう手配した。ロシア語が解る若い将校を割り当てようとしたが、スヴェトラーナは英語に堪能であり、通訳は必要無かった。その後、ボウルスは、国務省とアメリカ合衆国大統領官邸に電報を打った。国務長官のディーン・ラスク(Dean Rusk)に向けて、「Eyes Only」との電報を打ち、状況を説明し、指示を仰いだ。その電報の最後には、次の言葉を添えた。「もし、インド時間の午前0時までに国務省から連絡が無い場合、私の責任において、彼女に許可証を与えることになります」
CIAの職員は、スヴェトラーナをローマ行きの航空機に乗せた。この航空機はスイスへと向かった。合衆国政府はCIAの職員を派遣し、スヴェトラーナがイタリアを経由してスイスへ向かうのを手伝わせたが、スヴェトラーナをアメリカに入国させた場合、ソ連との関係が悪化するのではないか、と懸念していたという。
スヴェトラーナがスイスに到着すると、スイス政府は、スヴェトラーナのための入国許可証を手配した。子供たちをソ連に残した状態で、スヴェトラーナはアメリカ合衆国に向かい、1967年4月にニューヨークに到着した。

## 私生活
1925年に結婚するも、1933年に離婚した。最初の結婚では、息子が一人、娘が一人生まれた。
1934年に再婚し、娘が二人、息子が一人生まれた。1939年に生まれた息子のサミュエル・ボウルス(Samuel Bowles)はのちに経済学者となった。
娘の一人、サリー・ボウルスは12歳の時にニューデリーに移住し、インドの学校に通った。当時、アメリカの外交官の子供がインドの学校に通うというのは前代未聞のことであったという。

## 死
1986年5月25日午前0時30分、ボウルスは、変性神経疾患であるパーキンソン病(Parkinson's Disease)の合併症で死亡した。駐インド大使を務めていた1964年の時点で、彼は自分がパーキンソン病を患っていることに気付いた。死後、コネティカット州エセックスにある墓地に埋葬された。

## 著書
- Tomorrow Without Fear (1946)
- Ambassador's Report (1954)
- The New Dimensions of Peace (1955)
- Africa's Challenge to America (1956)
- What Negroes Can Learn From Gandhi (1958)
- Ideas, People, and Peace (1958)
- The Coming Political Breakthrough (1959)
- The Conscience of a Liberal (1962)
- The Makings of a Just Society (1963)
- Promises to Keep: My Years in Public Life (1971)

## 関連文献
- Ahlberg, Kristin. “'Machiavelli With a Heart': The Johnson Administration’s Food for Peace Program in India, 1965–1966,” Diplomatic History 31, no. 4 (2007): 665–701.
- D'Auria, Gregory T. "A Connecticut Cassandra in Camelot: Chester Bowles, John F. Kennedy, and the Vietnam War." Connecticut History Review (1987): 39–57. online
- Dauer, Richard P. A North-South Mind in an East-West World: Chester Bowles and the Making of United States Cold War Foreign Policy, 1951–1969 (Greenwood, 2005). online
- Kux, Dennis. Estranged Democracies: India and the United States, 1941–1991 (1994)
- McGarr, Paul. “'India’s Rasputin'? V.K. Krishna Menon and Anglo-American Misperceptions of Indian Foreign Policymaking, 1947–1964,” Diplomacy and Statecraft 22#2 (2011): 239–260
- McMahon, Robert. The Cold War on the Periphery: The United States, India, and Pakistan  (1994)
- Sankaran, Sahaj. "Ambassadors Extraordinary: Chester Bowles, BK Nehru, and Ambassadorial Agency in Indo-American Relations, 1961–1969." (2020). online
- Schaffer, Howard B. Chester Bowles: New Dealer in the Cold War, (Harvard University Press, 1993)

### 一次資料
- Bowles, Paul, and Gena Dagel Caponi. Conversations with Paul Bowles (Univ. Press of Mississippi, 1993).
- Bowles, Paul, and Jeffrey Miller. In touch: the letters of Paul Bowles (2014).

## 各種資料
- Guide to the Chester Bowles Papers, Manuscripts and Archives, Yale University Library
- United States Congress. "チェスター・B・ボウルス (id: B000699)". Biographical Directory of the United States Congress (英語).
- "Longines Chronoscope with Chester Bowles" - Internet Archive
- "Longines Chronoscope with Chester Bowles" - Internet Archive
- Newspaper clippings about チェスター・B・ボウルス in the 20th Century Press Archives of the ZBW